# Estland i olympiska vinterspelen 2018
Estland deltog i de olympiska vinterspelen 2018 i Pyeongchang, Sydkorea, med en trupp på 22 atleter (sjutton män, fem kvinnor) fördelat på sex sporter.
Vid invigningsceremonin bars Estlands flagga av skridskoåkaren Saskia Alusalu.